# Bomba nuclear Mark 21
La Bomba nuclear Mark 21 era una bomba de caída libre nuclear producida por primera vez en el año 1955, basada en los resultados de la Operación Castle.  Mientras que la mayor parte de los disparos de la serie Castle (en castellano: Castillo) fueron hechos con el propósito de probar armas destinadas para almacenamiento inmediato, o que ya estaban disponibles para usar como parte del programa de Capacidad de Emergencia, el primer disparo, Bravo fue para probar un diseño que reduciría drásticamente el tamaño y el costo de las armas de primera generación (Mk 14, Mk 17 y Mk 24). 
Este dispositivo era conocido como "Shrimp" (en castellano: camarón o renacuajo) y el disparo Castle Bravo produjo una potencia mucho más allá de lo esperado. Cuando las características militares de la nueva bomba TX-21 fueron especificadas, ellas incluían una potencia mínima requerida. 
La producción en masa de la Mk-21 comenzó en diciembre de 1955 y estuvo activa hasta julio de 1956. La Mk-21C fue probada en el disparo Navajo Redwing Navajo con una potencia de 4,5 megatones. Con 3,81 metros de largo y solo 1,42 metros de diámetro y pesando menos de la mitad que las armas Mk-17/24, la Mk-21 fue una significativa mejora sobre sus predecesoras.
Comenzando en junio de 1957 todas las bombas Mk-21 fueron convertidas en bombas Mk-39Y1.